# Ушакова, Мария Павловна
Мария Павловна Ушакова (род. 1922 год) — швея-мотористка Грозненского швейного производственного объединения Министерства лёгкой промышленности РСФСР, Чечено-Ингушская АССР. Герой Социалистического Труда (1971). Депутат Верховного Совета Чечено-Ингушской АССР.

## Биография
В 1970 году досрочно выполнила личные социалистические обязательства и производственные задания Восьмой пятилетки (1966—1970). Указом Президиума Верховного Совета СССР от 5 апреля 1971 года «за выдающиеся успехи в досрочном выполнении заданий пятилетнего плана и большой творческий вклад в развитие производства тканей, трикотажа, обуви, швейных изделий и другой продукции легкой промышленности» удостоена звания Героя Социалистического Труда с вручением ордена Ленина и золотой медали «Серп и Молот».
Избиралась депутатом Верховного Совета Чечено-Ингушской АССР.
До начала Первой чеченской войны проживала в Грозном.